# Senta Berger
Senta Berger (Viena, Austria, 13 de mayo de 1941) es una actriz y productora austríaca residente en Alemania.

## Biografía
Senta Berger, hija del músico Josef Berger, nació en 1941 en Viena. Con cinco años empezó a recibir clases de danza y con catorce recibió las primeras clases de interpretación. 
En 1957, Berger participó en su primera película con un pequeño papel en Die unentschuldigte Stunde del director Willi Forst. A continuación se matriculó en la Academia Max Reinhardt, pero tuvo que dejar sus estudios allí por aceptar un papel sin pedir permiso al director en la película The Journey de Anatole Litvak, en la que actuó junto a Yul Brynner. Al año siguiente, Berger debutó en el Teatro in der Josefstadt de Viena. 
En 1960 fue contratada por cinco años por el productor Artur Brauner. Brauner produjo su película El buen soldado Švejk en la que apareció junto a Heinz Rühmann. 
En el año 1962, se trasladó a Hollywood y entre los años 1962 y 1969 rodó junto a Charlton Heston, Frank Sinatra, Dean Martin, Richard Harris, George Hamilton, Kirk Douglas y John Wayne. En 1969, regresó a Europa y en los años setenta participó sobre todo en películas italianas de diferentes géneros.
En 1963 conoció al productor y director Michael Verhoeven, hijo del cineasta alemán Paul Verhoeven (I), con quien se casó en 1966 un año después de fundar la productora Sentana-Filmproduktion. En 1967 rodó, junto a Alain Delon, la película Mit teuflischen Grüßen. En 1968 apareció en la película Babeck de Herbert Reinecker, en la que interpretaba la canción Vergiß mich, wenn du kannst. En 1970 rodó Der Graben dirigida por su marido. Otras producciones internacionales de éxito fueron Die Weiße Rose, Das schreckliche Mädchen y  Mutters Courage .
En 1977 presidió el jurado del Festival de Cine de Berlín.
Después del nacimiento de sus dos hijos, los también actores Simon Verhoeven y Luca Verhoeven, Berger retomó su carrera en el teatro. Entre 1974 y 1982 interpretó el papel de Buhlschaft en la obra Jedermann en el Festival de Teatro de Salzburgo al lado de Curd Jürgens y Maximilian Schell siendo la actriz que hasta ahora encarnó ese papel por más tiempo. Asimismo en el teatro de Viena interpretó Tartufo con Klaus Maria Brandauer (dirigida por Rudolf Noelte).
Senta Berger participó en varias series de televisión:  Kir Royal (1985-86) al lado de Franz Xaver Kroetz, Dieter Hildebrandt y Billie Zöckler; Die schnelle Gerdi y Lili Lottofee (1989), ambas dirigidas por su marido, Michael Verhoeve; Probieren Sie's mit einem Jüngeren (2000), una producción para la televisión austriaca, dirigida por Michael Kreihsl. Unter Verdacht (2003), en la que interpreta a una consejera de la policía en la ZDF, por la cual ganó el premio Adolf Grimme Preis.  
Desde febrero de 2003 hasta febrero de 2010 fue presidenta de la Academia Cinematográfica Alemana.
Ha ganado varios de los premios más importantes de la industria cinematográfica alemana, el Globo de Oro en 1965, el Bambi y la Cruz de la Orden del Mérito alemán.
En 2006 publicó sus memorias, Ich habe ja gewußt, daß ich fliegen kann (ISBN-13: 978-3462036794).

## Filmografía
- 1957: Die unentschuldigte Stunde

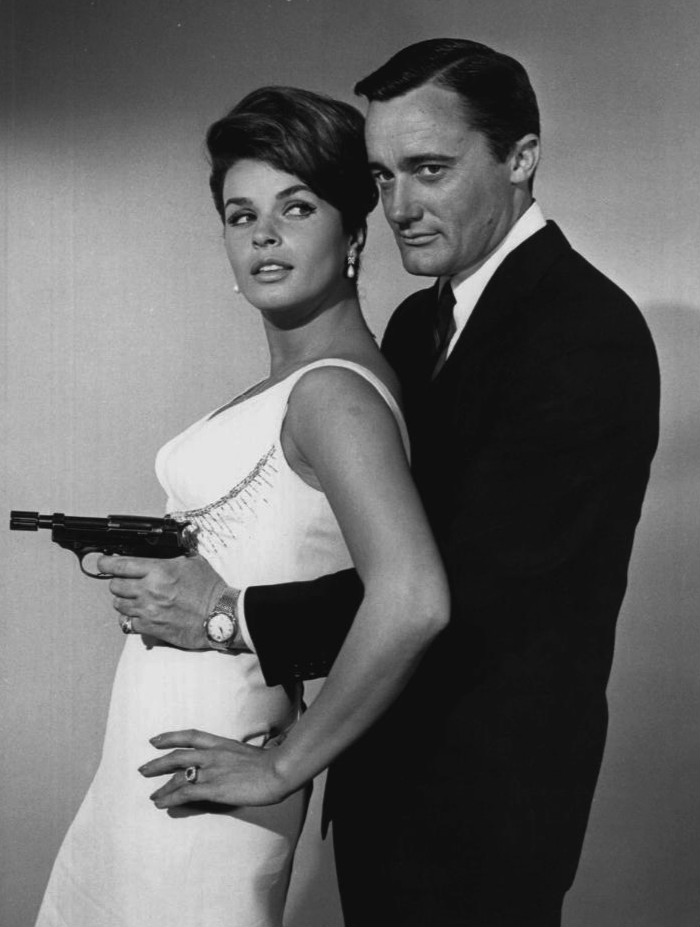
Senta Berger y Robert Vaughn en un episodio de la serie El agente de CIPOL.

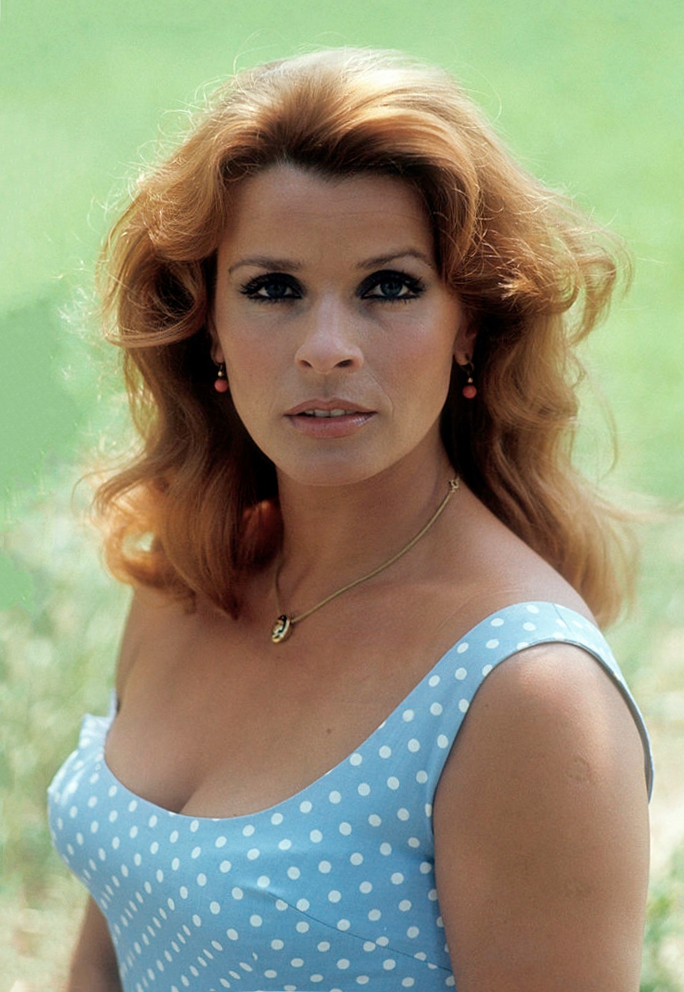
Senta Berger en 1975.

- 1957: Die Lindenwirtin vom Donaustrand
- 1958: Der veruntreute Himmel
- 1958: The Journey
- 1959: Katja – Die ungekrönte Kaiserin (no acreditada)
- 1960: Ich heirate Herrn Direktor
- 1960: El buen soldado Švejk
- 1960: O sole mio
- 1961: The Secret Ways, de Phil Karlson y Richard Widmark (no acreditado)
- 1961: Das Wunder des Malachias
- 1961: Junge Leute brauchen Liebe
- 1961: Eine hübscher als die andere
- 1961: Immer Ärger mit dem Bett
- 1961: Adieu, Lebewohl, Goodbye
- 1961: Es muß nicht immer Kaviar sein
- 1961: Diesmal muß es Kaviar sein
- 1961: Ramona
- 1962: Das Geheimnis der schwarzen Koffer
- 1962: Frauenarzt Dr. Sibelius
- 1962: Das Testament des Dr. Mabuse, de Werner Klingler
- 1962: Sherlock Holmes und das Halsband des Todes, de Terence Fisher
- 1963: The Victors, de Carl Foreman
- 1963: Kali Yug – Die Göttin der Rache
- 1963: Kali Yug – Aufruhr in Indien
- 1963: Jack und Jenny
- 1964: Spion mit meinem Gesicht (The Spy With My Face)
- 1965: Major Dundee, de Sam Peckinpah
- 1965: The Glory Guys
- 1965: Schüsse im Dreivierteltakt
- 1966: Cast a Giant Shadow, de Melville Shavelson
- 1966: Our Man in Marrakesh, de Don Sharp
- 1966: The Poppy Is Also a Flower
- 1966: Lange Beine – lange Finger
- 1966: The Quiller Memorandum, de Michael Anderson
- 1966: Operazione San Gennaro, de Dino Risi
- 1967: Der grausame Job
- 1967: Paarungen
- 1967: The Ambushers
- 1967: Eine Chance für den Playboy (A Thief Is a Thief)
- 1967: Mit teuflischen Grüßen
- 1968: Istanbul Express (telefilm)
- 1968: Babeck (miniserie)
- 1968: Geier können warten
- 1969: So reisen und so lieben wir
- 1969: De Sade de Cy Endfield y Roger Corman (no acreditado)
- 1969: Les étrangers
- 1970: Cuori solitari
- 1970: Quando le donne avevano la coda, de Pasquale Festa Campanile
- 1971: Wer im Glashaus liebt..., de Michael Verhoeven
- 1971: Le saut de l’ange, de Yves Boisset
- 1971: Roma bene, de Carlo Lizzani
- 1971: Die Moral der Ruth Halbfass, de Volker Schlondorff
- 1971: Der Geliebte der großen Bärin / Nur der Letzte kam durch
- 1972: Toll trieben es die alten Germanen
- 1972: Der scharlachrote Buchstabe, de Wim Wenders
- 1973: Bisturi, la mafia bianca, de Luigi Zampa
- 1973: Reigen
- 1974: L'uomo senza memoria, de Duccio Tessari
- 1975: MitGift, de Michael Verhoeven
- 1975: Per Saldo Mord
- 1976: La padrona è servita
- 1976: Signore e signori, buonanotte
- 1976: Das chinesische Wunder
- 1976: Cross of Iron
- 1977: Ritratto di borghesia in nero, de Tonino Cervi
- 1980: Der Todesfahrer
- 1982: Die weiße Rose (Co-Produktion)
- 1983: Die Spider Murphy Gang (Produktion)
- 1984–1986: Kir Royal (serie de televisión)
- 1985: Killing Cars (auch Co-Produktion)
- 1988/1989: Die schnelle Gerdi (TV-Reihe)
- 1989: Das schreckliche Mädchen (Produktion)
- 1990: Schlaraffenland (TV, Produktion)
- 1994–1996: Ärzte (serie de televisión)
- 1997: Lamorte (TV)
- 1998: Mammamia (TV)
- 1998: Liebe und weitere Katastrophen (TV)
- 1998: Bin ich schön?
- 1999: Mit fünfzig küssen Männer anders (TV)
- 2000: Zimmer mit Frühstück (TV)
- 2000: Trennungsfieber (TV)
- 2000: Scharf aufs Leben (TV)
- 2000: Probieren sie’s mit einem Jüngeren
- desde 2002: Unter Verdacht (serie de televisión)
- 2004: Die schnelle Gerdi und die Hauptstadt (TV)
- 2004: Die Konferenz (TV)
- 2005: Einmal so wie ich will (TV)
- 2005: Emilia – Die zweite Chance (TV)
- 2005: Emilia – Familienbande (TV)
- 2006: Nette Nachbarn küsst man nicht (TV)
- 2009: Schlaflos (TV)
- 2009: Ob ihr wollt oder nicht
- 2009: Frau Böhm sagt Nein (TV)
- 2009: Mama kommt! (TV)
- 2010: Satte Farben vor Schwarz
- 2011: Liebe am Fjord

## Premios
- 1965: Golden Globe Award
- 1968: Bambi
- 1983: Filmband in Silber (Producción) por Die weiße Rose en nombre de su productora Sentana
- 1987: Deutscher Darstellerpreis (Chaplin-Schuh) por su papel en Kir Royal
- 1990: Bambi por Unknockable Stars
- 1996:  Goldener Gong
- 1998: Österreichisches Ehrenzeichen für Wissenschaft und Kunst
- 1998:  Karl-Valentin-Orden
- 1998: Romy  como actriz más popular
- 1999: Bambi por Liebe und andere Katastrophen
- 1999: Bundesverdienstkreuz erster Klasse
- 2002: Bayerischer Verdienstorden
- 2003: Deutscher Hörbuchpreis
- 2006: Billy Wilder Award
- 2009: Sonderpreis des Deutschen Fernsehkrimipreises por su papel en la producción Schlaflos
- 2010: Goldene Kamera en la categoría Beste deutsche Schauspielerin en Frau Böhm sagt Nein und Schlaflos
- 2010: Grimme-Preis por su interpretación en  Frau Böhm sagt Nein
- 2011: Estrella en el  Boulevard der Stars en Berlín